# Databáze neplatných dokladů
Databáze neplatných dokladů je informační systém veřejné správy obsahující údaje o ztracených a odcizených dokladech. Správcem databáze je Ministerstvo vnitra.
Dokladem se rozumí
- občanský průkaz
- cestovní pas
- zbrojní průkaz, muniční průkaz, zbrojní licence a muniční licence.

Podobným seznamem je veřejný rejstřík pravých dokladů totožnosti a cestovních dokladů online (PRADO), což je informační systém na webu Rady Evropské unie. PRADO je veřejná část databáze FADO (False and Authentic Documents Online – Falešné a pravé doklady online).

## Legislativa
- zákon o občanských průkazech[3]
- zákon o cestovních dokladech[4]

## Data
V seznamu neplatných dokladů se nenacházejí doklady,
- u kterých již uplynula vyznačená doba jejich platnosti nebo
- které byly navráceny správnímu úřadu a skartovány nebo
- pokud se jedná o falzifikát, tj. neexistující číslo dokladu. Případný falzifikát dokladu se smyšleným číslem dokladu tak v databázi neplatných dokladů nebude uveden.

## Historie
Registr neplatných dokladů byla také tzv. pomocná databáze sdružení SOLUS, provoz registru však byl ke dni 30.6.2022 ukončen.